# Palantír
Pour les articles homonymes, voir Palantir.
Un palantír (aussi appelé « pierre de vision » ou « pierre clairvoyante », au pluriel palantíri) est un objet du légendaire (legendarium) de l'écrivain britannique J. R. R. Tolkien, apparaissant notamment dans les livres Le Seigneur des anneaux et le Silmarillion.
Un palantír a l'apparence d'un globe sombre de matière transparente (une sorte de boule de cristal), permettant à son utilisateur d'observer des lieux distants dans l'espace et le temps, ou bien de dialoguer avec une autre personne qui utilise elle aussi un palantír.
Les palantíri seraient l'œuvre de l'elfe Ñoldor, Fëanor (également le créateur des Silmarils), créés en Valinor dans les temps anciens. Au nombre de sept (ou huit), les palantíri sont identifiés comme étant un don des Eldar (les elfes de Valinor) à Amandil (un des hommes de Númenor), prises par son fils Elendil avant la submersion de Númenor et installées en des points-clefs en Terre du Milieu dans les royaumes d'Arnor et de Gondor. Réservés à l'usage des souverains ou de lieutenants sûrs, ces pierres assuraient la communication au sein et entre ces royaumes. Au cours du Troisième Âge, la plupart des palantíri furent perdus, détruits ou oubliés.
À l'époque du Seigneur des anneaux, il n'existe plus que quatre palantíri actifs, dont deux apparaissent dans le récit (la pierre d'Orthanc, utilisée par Saroumane puis récupérée par Gandalf et Aragorn, et la pierre de Minas Tirith, utilisée par Denethor). Deux autres sont suggérées comme étant la pierre de Minas Ithil, récupérée par Sauron et la pierre d'Elendil, dans la tour d'Emyn Beraid, à l'ouest de la Comté.

## Étymologie
Le terme palantír (au pluriel palantíri) signifie en quenya « qui voit de loin ».
Gandalf, dans le Seigneur des Anneaux, Les Deux Tours, explique à Peregrin Touque que ce nom voulait dire « ce qui regarde de loin ».

## Aspect et pouvoirs
L'essai sur les palantíri des Contes et légendes inachevés en donne la description suivante :

« Elles étaient parfaitement sphériques, paraissant au repos avoir été façonnées dans un seul bloc de verre ou de cristal d'un noir opaque. Les plus petites avaient environ un pied de diamètre, mais il y en avait de beaucoup plus grosses, et c'était le cas, très certainement, des Pierre d'Osgiliath et d'Amon Sûl. »

— J. R. R. Tolkien, traduction Tina Jolas, Contes et légendes inachevés
Suivant la même source, elles étaient posées sur des supports de marbre noir adaptés à leurs dimensions. L'auteur ajoute qu'elles étaient parfaitement lisses, très lourdes (ainsi qu'en fait la remarque Peregrin Touque dans Le Seigneur des anneaux), et pratiquement inaltérables et indestructibles.
Les Contes et légendes inachevés précisent que les pierres mineures (dont la pierre d'Orthanc) étaient polarisées, ne fonctionnant que si leur orientation physique correspondait à une orientation intrinsèque de la pierre, sans quoi elles ne reflétaient rien. Toutefois, Christopher Tolkien fait état d'une note où son père, revenant sur son texte, affirme que les palantíri n'étaient ni orientées, ni polarisées.
Le principal pouvoir des palantíri est leur capacité à montrer des scènes éloignées dans le temps ou dans l'espace, en particulier des scènes se déroulant à proximité d'une autre pierre. Lorsque deux personnes utilisent simultanément un palantír de part et d'autre, elles peuvent dialoguer entre elles mentalement, chacune lisant les pensées superficielles consciemment formulées de son interlocuteur. Seule la pierre maîtresse, située à Osgiliath, a la possibilité d'écouter un dialogue entre deux autres palantíri.
Le pouvoir de vision des palantíri leur permet de percer les obstacles physiques, tels les murs ou les rochers, mais pas d'illuminer une scène dans l'ombre. Le texte fait également état d'un procédé d'ensevelissement, permettant d'occulter un lieu aux yeux des pierres. Au prix d'un effort de concentration, un utilisateur peut diriger l'image donnée par un palantír sur un détail précis. Les palantíri ont également une distance idéale, à la fois d'utilisation (entre la pierre et l'observateur), et d'observation (entre la pierre et le lieu observé), variant selon la taille de la pierre, d'autant plus importante que celle-ci est grande.
D'après le même texte, les palantíri se laissaient plus aisément manœuvrer par un utilisateur légitime, directement comme Aragorn ou par délégation comme Denethor que par une autre personne, tels Saroumane ou Sauron. Ce dernier fut le premier, et le seul, à utiliser un palantír afin d'asservir un interlocuteur à sa volonté, ce qu'il réussit en partie avec Saroumane. Dans le cas de Denethor, explique Tolkien, la légitimité de ce dernier (en tant qu'intendant du Gondor et donc utilisateur légitime de la pierre au nom du roi) ainsi que sa force de caractère empêchèrent Sauron de lui imposer sa volonté. Il put en revanche utiliser la fatigue liée à l'affrontement pour favoriser les visions propres à alimenter le désespoir de Denethor.

## Histoire fictionnelle
« De grands vaisseaux et de grands rois

Trois fois trois,

Qu'ont-ils apporté de la terre effondrée,

Sur le flot de la mer ?

Sept étoiles et sept pierres

Et un arbre blanc. »

— Poème récité par Gandalf au sujet des palantíri, dans Le Seigneur des anneaux, Les Deux Tours.
Les palantíri sont l'œuvre des forgerons elfes de la race Ñoldor, vivant en Eldamar (proche de Valinor, dans le pays d'Aman) dans les temps anciens avant le Premier Âge d'Arda, au cours des Années des Arbres de Valinor. Dans le Seigneur des anneaux, Gandalf émet l'hypothèse que c'est Fëanor lui-même qui est le créateur de ces pierres.
Absentes des histoires du Premier Âge, elles n'entrent dans le récit de la Terre du Milieu que lorsque sept d'entre elles sont données par les Eldar (les elfes de Valinor) à la faction des hommes de l'île de Númenor qui maintiennent encore de l'amitié pour les elfes (avec à leur tête Amandil, le père d'Elendil), afin de leur permettre de communiquer avec eux malgré l'interdiction du roi númenorien Ar-Pharazôn d'accueillir des navires elfiques en provenance d'Aman sur les côtes de Númenor. Dans le Silmarillion, le texte précise que la pierre maîtresse des palantíri demeure dans la tour d'Avallónë à Tol Eressëa, dans l'île où vivent les elfes de Valinor. Il y a donc huit pierres connues en tout, mais d'autres existent peut-être (en Eldamar ou à Valinor, au pays d'Aman).
Peu avant la submersion de Númenor, le fils d'Amandil, Elendil (père d'Isildur et d'Anarion) fuit l'île par bateaux avec les gens de sa maison, apportant alors en Terre du Milieu les sept pierres. Il les fait ensuite installer aux points stratégiques des royaumes d'Arnor et de Gondor en terre du Milieu. La plus puissante des pierres (appelée « Pierre maîtresse » dans l'essai des Contes et légendes inachevés) est placée en Gondor dans la cité d'Osgiliath (dans la salle du Dôme des Étoiles), tandis que trois autres pierres mineures sont placées dans les tours de Minas Anor, Minas Ithil et Orthanc.
En Arnor, le palantír principal est placé dans la tour d'Amon Sûl (sur le Mont Venteux), tandis qu'une pierre mineure est conservée à Annúminas, résidence du roi d'Arnor. Elendil place la dernière pierre (la moins puissante de toutes) au sommet d'Elostirion sur Emyn Beraid, une tour à l'ouest de la Comté, elle-même à la frontière ouest de l'Arnor. Cette dernière pierre ne servait pas à la communication : orientée uniquement vers l'ouest, elle ne montrait que des images des flots submergeant Númenor et permettait de contempler la « Voie droite » conduisant à Valinor.
Au cours du Troisième Âge, plusieurs pierres furent perdues ou détruites, tandis que la connaissance à leur sujet tombait dans l'oubli, pour n'être plus connue que par quelques sages.
L'essai sur les Pierres de Vision proposé dans les Contes et légendes inachevés précise que, si la connaissance de l'existence des pierres ne fut jamais très répandue (même à l'époque de Númenor), et qu'elles n'étaient jamais utilisées en public, celles-ci n'en constituèrent pas pour autant un secret tant que durèrent la lignée des rois d'Arnor et de Gondor. Après la chute de la cité de Minas Ithil (devenue Minas Morgul), il ne fut toutefois plus fait mention des palantíri dans les annales du Gondor, en particulier de la pierre de Minas Arnor (devenue Minas Tirith). En effet, les craintes entourant le destin de la Pierre d'Ithil, l'absence d'autres pierres utilisables (à l'exception de celle enfermée à Orthanc), ainsi que la décadence du Gondor, expliquent l'oubli de leur existence qui devint un secret connu des seuls intendants de Minas Tirith. Ces derniers, précise le texte, s'abstinrent d'utiliser la pierre jusqu'à l'avènement de l'intendant Denethor, qui fut en définitive consumé par elle.

### Lespalantírid'Arnor
En l'an 861 du Troisième Âge de la Terre du Milieu, la guerre civile autour de la succession du roi Eärendur (640-861 T.A., dixième et dernier roi) au trône d'Arnor conduisit à la partition du royaume en trois fiefs. Le roi de l'Arthedain, Amlaith, déplaça la capitale d'Annúminas, dépeuplée, vers l'ouest à Fornost, emportant avec lui la pierre d'Annúminas. Dépourvus d'un palantír propre, les royaumes de Rhudaur et le Cardolan se disputèrent celui d'Amon Sûl, où chacun des trois royaumes maintenait une garnison. En 1409, la tour d'Amon Sûl fut prise et rasée par les forces d'Angmar, mais la pierre fut sauvée et ramenée à Fornost.
En 1974 T. Â., un nouvel assaut d'Angmar vint à bout de l'Arthedain, obligeant le roi Arvedui à aller se réfugier auprès des peuples au bord de la baie de Forochel, emportant les pierres d'Annúminas et d'Amon Sûl avec lui. Contre l'avis de ses hôtes, il s'embarqua l'année suivante sur un navire envoyé par l'elfe Círdan. Le navire fit naufrage, emportant avec lui le roi et les pierres.
Le palantír situé à Elostirion resta en place pendant tout le Troisième Âge, avant d'être emporté, au début du Quatrième Âge, dans le bateau où se trouvaient Elrond, Galadriel et Gandalf en direction de Valinor[réf. souhaitée].

### Lespalantíride Gondor

#### Osgiliath
En l'an 1437 T. Â., en Gondor, l’évènement dit la « Lutte Fratricide », dû à la guerre de succession à la mort de Valacar, eut pour conséquence l'incendie d'Osgiliath et la perte de la pierre maîtresse du royaume du sud dans les eaux de l'Anduin. Chronologiquement, c'est donc le premier palantír à être perdu.

#### Minas Ithil
En l'an 2002 T. Â., les Nazgûl prirent Minas Ithil (qui fut ensuite appelée Minas Morgul). L'incertitude pesant sur le sort de la pierre d'Ithil incita les utilisateurs potentiels des pierres restantes (la pierre d'Arnor à Minas Tirith et la pierre d'Orthanc) à la prudence. Les évènements de la guerre de l'Anneau montrèrent que cette prudence était fondée, Sauron ayant récupéré la pierre d'Ithil et l'utilisant depuis sa forteresse de Barad-dûr. Après la chute de Sauron, le palantír ne fut pas retrouvé. Dans les Contes et légendes inachevés, Tolkien suggère qu'une chaleur extrême, celle de l'Orodruin en éruption, était capable de détruire les palantíri.

#### Orthanc
En 2759 T. Â., le mage Saroumane reçut de l'intendant du Gondor, Beren (à ne pas confondre avec Beren Erchamion), les clés de la tour d'Orthanc, où était déposé un palantír. D'après le texte des Contes et légendes inachevés, il n'est pas certain que Beren fût conscient de la présence d'une pierre clairvoyante à Orthanc, et quand bien même il l'eût été, il avait tout lieu de penser qu'elle ne pourrait pas être mieux employée que par le chef du Conseil Blanc. L'étude poussée des archives du Gondor avait doté Saroumane d'une connaissance approfondie des palantíri. Il savait ainsi, en prenant possession d'Orthanc, que l'un d'entre eux s'y trouvait probablement et, seul parmi les membres du Conseil, avait mesuré l'utilité d'un tel outil. Le Seigneur des anneaux montre comment l'emploi de la pierre conduisit Saroumane à être subverti par la volonté de Sauron, et comment ce dernier acquit progressivement une influence croissante sur le sage, au point que Saroumane en vint à ne plus s'opposer aux desseins de Sauron, mais à désirer sa victoire et à exécuter ses ordres.
Lors de l'entrevue en Isengard au pied d'Orthanc entre Saroumane et Gandalf, à l'issue de la bataille de Fort-le-Cor, Gríma Langue de Serpent lance le palantír du haut de la tour par une fenêtre, tel un projectile. Frôlant la rambarde sur laquelle s'appuyait Saroumane, plus bas dans la tour, la pierre manque de peu Gandalf, avant d'être ramassée par Peregrin Touque. Le soir même, le hobbit subtilise la pierre à Gandalf endormi. Voulant l'examiner, il entre sans le vouloir en communication avec Sauron, qui le soumet facilement à sa volonté. Cet événement conduit Gandalf à se diriger en toute hâte à Minas Tirith, en prenant Peregrin avec lui et laissant la pierre à la garde d'Aragorn. Le texte des Contes et légendes inachevés indique en effet que ce n'est qu'à ce moment que Gandalf prit conscience des incertitudes et du danger entourant le destin du palantír de Minas Ithil, et du risque que représenterait une soumission de la volonté de Denethor par les mêmes moyens que ceux qui avaient fait plier Saroumane.

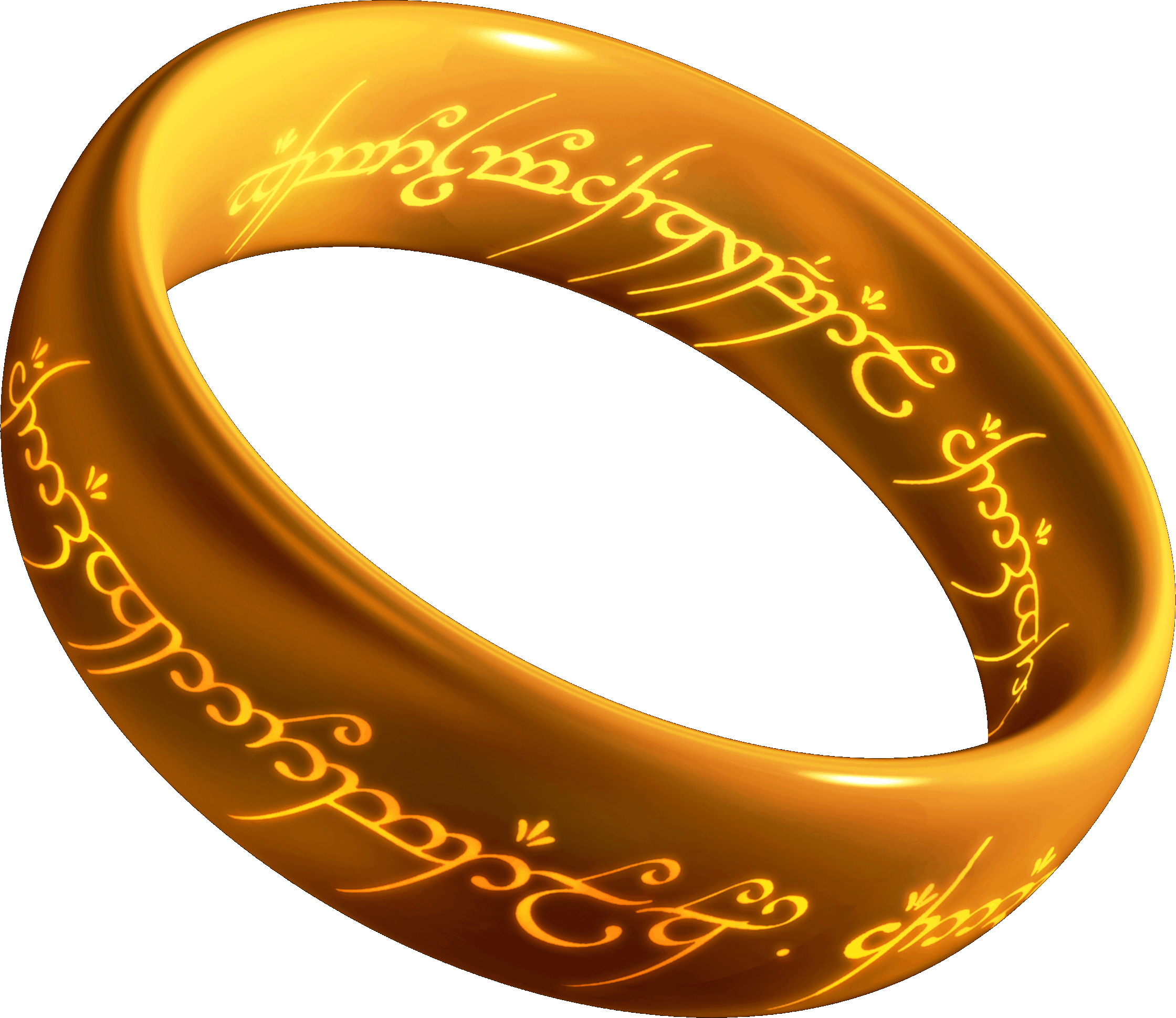
L'Anneau unique porté par Frodon.

Le palantír d'Orthanc est alors confié à Aragorn, son propriétaire légitime, en tant qu'héritier en droite ligne d'Isildur. Arrivé à Fort le Cor, Aragorn utilise la pierre afin de provoquer Sauron (qui n'avait pas été défié ainsi depuis maintes années), dans le but d'éloigner son attention du Mordor, dont s'approchait dangereusement à ce moment-là le porteur de l'Anneau unique, Frodon Sacquet. Aragorn, qui se révèle ainsi ouvertement pour la première fois en tant qu'héritier d'Elendil et ennemi mortel de Sauron, lui montre Andúril, l'épée d'Elendil de nouveau forgée, qui, jadis, l'avait vaincu. Il parvient à arracher le palantír à l'influence de Sauron et l'utilise pour observer le mouvement des armées ennemies. Cela a pour conséquence, d'une part, de brusquer l'attaque de Sauron contre Minas Tirith, ce dernier craignant que l'Anneau ne soit utilisé contre lui pour défendre la cité, et d'autre part, de révéler à Aragorn l'avancée de la flotte des Corsaires d'Umbar dans le sud de Gondor, ce qui l'incite, pour la contrecarrer, à prendre le chemin des Morts.
Au Quatrième Âge, la pierre d'Orthanc est le dernier palantír à rester pleinement fonctionnel. Il demeure un outil des rois de Gondor pour surveiller leur immense domaine.

#### Minas Anor
La pierre de Minas Anor (appelée par la suite Minas Tirith) était conservée dans la Tour d'Echtelion, dans une chambre tenue secrète à partir de la chute de Minas Ithil (qui devint Minas Morgul). Le texte des Contes et légendes inachevés précise qu'elle ne fut pas utilisée entre cette date et l'avènement de Denethor aux fonctions d'intendant, en l'an 2984 T. Â.
Denethor, fier descendant de Numenor et versé dans les traditions du Gondor, avait souffert durant sa jeunesse de la faveur et de l'influence dont jouissaient Thorongil (l' « Aigle de l'étoile », un des nombreux pseudonymes utilisé par Aragorn) et Gandalf auprès de son père, Echtelion. Il vit ainsi dans l'utilisation du palantír un moyen de les surveiller et de les surclasser lorsqu'ils seraient hors de Minas Tirith.
La légitimité et la force de volonté de Denethor firent qu'il ne succomba pas à la volonté de Sauron. En revanche, ce dernier parvint à filtrer ce que la Pierre montrait à Denethor, alimentant le désespoir de ce dernier jusqu'à la folie. La fatigue propre à l'usage de la pierre, augmentée de celle générée par la confrontation avec Sauron, est une explication avancée par Gandalf pour expliquer le vieillissement prématuré de Denethor.
Après la mort de Boromir et la blessure apparemment mortelle de Faramir, ce fut la vision de la flotte des Corsaires d'Umbar, approchant Minas Tirith, qui fit sombrer Denethor dans la folie. S'immolant par le feu sur sa tombe dans la salle mortuaire des intendants à Rath Dinen, Denethor révèle alors qu'il possède le palantír de Minas Tirith, le tenant serré contre lui tandis que le feu du brasier le dévore tout entier. Le Seigneur des anneaux précise que tout ce que montra par la suite ce palantír, sauf si son utilisateur était animé d'une volonté suffisante pour dévier la vision de la pierre, étaient les mains de Denethor se desséchant dans les flammes.

## Sources
Dans le Silmarillion, les palantíri ne sont mentionnées que brièvement. Un paragraphe les présente comme un don des Eldar à Amandil, afin de le réconforter lorsque l'ombre de Sauron commence à offusquer le Royaume et empêche les Eldar d'accoster librement en Númenor. Ce même paragraphe contient une référence à une Pierre maîtresse située à Tol Eressëa. Les palantíri occupent une place beaucoup plus importante dans le récit du Seigneur des anneaux, bien que peu de choses y soient explicitement dites sur leur origine ou leurs capacités.
Dans les Contes et légendes inachevés, Christopher Tolkien présente un essai concernant les palantíri, assemblé à partir de fragments rédigés en 1966 par son père lorsque celui-ci effectua de substantielles modifications aux passages du Seigneur des anneaux mettant en scène les Pierres de Vision, pour la deuxième édition du livre. L'essentiel des informations sur celles-ci provient de cet essai.